# NGC 1176
NGC 1176 في الفهرس العام الجديد، هو نجم، يقع في كوكبة حامل رأس الغول. اكتشف في 17 ديسمبر 1884 .

## روابط خارجية
- NGC 1176 على موقع ويكي سكاي: DSS2, SDSS, GALEX, IRAS, Hydrogen α, X-Ray, Astrophoto, Sky Map, Articles and images